# Береника (рассказ)
«Береника» или «Берениса» (англ. Berenice) — рассказ американского писателя Эдгара Аллана По, написанный им в 1835 году в жанре готической прозы. Рассказ потряс современников жестокостью антуража. Позднее Эдгар По опубликовал немного отредактированный вариант рассказа.

## Сюжет
Повествование ведется от лица главного героя — Эгеуса. У него есть двоюродная сестра Береника, его невеста. Она была радостным и беззаботным существом, но на неё начала наступать страшная болезнь. Девушка то мучилась припадками эпилепсии, то впадала в состояние летаргии. Прежней весёлой Береники уже не было. Болезнь украла у девушки её красоту: волосы поблёкли, глаза потускнели, ресницы все выпали. И вот однажды Эгеус увидел пристально смотрящую на него Беренику, которая неожиданно улыбнулась, обнажив ещё нетронутые болезнью прекрасные белые зубы. Эти зубы так врезались в память молодого человека, что он не мог перестать о них думать. Эгеусом овладела мономания — ему являлся призрак зубов. Когда Береника умерла, Эгеус пошёл проститься с ней. Рот лежавшей в гробу девушки был открыт: из-под бледных губ виднелись блестящие зубы. Это зрелище так поразило Эгеуса, что он с трудом вспоминал все последующие события, включая, собственно, похороны.
Слуга рассказывает ему о страшных событиях, произошедших на кладбище: тело девушки было выкопано и обезображено. В этот момент Эгеус замечает, что сам перепачкан кровью и грязью, а на столе у него стоит ларец, в котором хранятся 32 прекрасных белых зуба…

## Персонажи
- Эгеус — психически нестабильный молодой человек. Он живёт в большом имении, где рядом с ним выросла Береника. Возможно, имя главного героя было позаимствовано у древнегреческого мифического царя Эгея[2].
- Береника — двоюродная сестра и невеста Эгеуса. Девушка обладает удивительной красотой и грацией. Её имя может происходить от древнегреческого berenike — та, что приносит победу[2].
- Горничная и Слуга.
- Доктор — семейный врач, который, уходя, оставляет на столе главного героя ларец[2].
- Мать рассказчика — давно умершая женщина, которая родила Эгеуса в библиотеке этого имения[2].

## Читательский отклик и литературная критика
Рассказ был впервые опубликован в журнале Southern Literary Messenger в марте 1835 года. Многие читатели были шокированы жестокостью «Береники» и обратились к редактору журнала Томасу Уайту (англ. Thomas W. White) с жалобами. Это привело к тому, что в 1840 году был опубликован отредактированный вариант рассказа. В новую версию не вошёл эпизод, когда Эгеус навещал Беренику перед похоронами и понимал, что она ещё жива.
По был не согласен с такими жалобами. Через месяц после публикации «Береники» он написал Уайту письмо, в котором утверждал, что другим журналам такие рассказы только прибавляют популярности. С плохим вкусом или нет, он признался, что «стремился к популярности, которую можно достичь, если тебя читают».

## Адаптации
В кино
Рассказ лёг в основу нескольких художественных фильмов, снятых в жанре ужасов:
- 1954 — «Береника» (Франция), реж. Эрик Ромер[4]
- 1959 — «Берениса» (Аргентина), реж. Марта Регуэрра[5]
- 1985 — «Берениса» (Испания), реж. Хуан Мануэль Чумилла[6]
- 2004 — «Берениса» (США), реж. Джефри Циани, Кристиан Твист[7]
- 2005 — «Берениса» (Бразилия), реж. Бруно Дуарте[8]
- 2007 — «Берениса» (Мексика), реж. Алехандро Агилерра[9]
- 2015 — «Береника» (РФ) [10]

В компьютерных играх
- В игре The Dark Eye (1995) игроку даётся возможность отыграть эту историю как со стороны Убийцы, так и со стороны Жертвы.